# Branko Milisavljević
Branko Milisavljević (en serbe : Брaнко Милисaвљевић), né le 21 juillet 1976 à Užice, dans la République socialiste de Serbie, est un joueur serbe de basket-ball, évoluant au poste de meneur.

## Carrière
Branko Milisavljević a évolué au Partizan Belgrade lors de la saison 2000-2001; auparavant il avait fait ses preuves en deuxième division yougoslave en recevant le titre de MVP (1998-1999) puis en terminant meilleur marqueur du championnat Yougoslave (ligue 1) la saison suivante (1999-2000). Par la suite, il joue à Limoges qui est alors à l'époque (2001-2002) de retour en Pro A. Milisavljević se transforme en leader offensif avec le Limoges CSP avec 18,4 points par match. Cette bonne saison lui permet par la suite de jouer au sein des plus prestigieux clubs européens. Ainsi, le Paok Salonique, Olympiakos Le Pirée ou encore le Dynamo Moscou l'engagent entre 2002 et 2004. Le meneur yougoslave fait un retour remarqué en France, au Sluc Nancy, l'espace de la saison 2006-2007 où le club lorrain se hisse encore une fois en finale mais s'incline. En 2009, Milisavljević remporte la coupe du Président et la Ligue Baltique avec le Lietuvos rytas Vilnius. Peu de temps après, il effectue des passages en Grèce, Espagne. Pour la saison 2010-2011, Branko Milisavljević revient en Serbie, au Mega Vizura.
En 2012, il signe aux Lugano Tigers, club de première division suisse. Lors de la saison 2012-2013, en moyenne, il marque 16,9 points et fait 6,3 passes décisives. En décembre 2013, il rejoint les Lions de Genève.

## Palmarès
- 2000-2001: Finaliste de la Coupe de Yougoslavie avec Belgrade
- 2000-2001: Vice-champion de Yougoslavie avec Belgrade
- 2004-2005: Finaliste de la coupe d’Allemagne avec Bonn
- 2006-2007: Vice-champion de France avec Nancy
- 2008-2009: Vainqueur de la Coupe du Président avec Vilnius
- 2008-2009: Champion de la ligue baltique avec Lietuvos rytas Vilnius

## All-Star Game
- 1999-2000: Participe au All-Star Game yougoslave

## Nominations
- 1998-1999: Élu MVP de Ligue 2 Yougoslave
- 1999-2000: Meilleur marqueur du championnat yougoslave